# Định Hiệp
Định Hiệp là một xã thuộc huyện Dầu Tiếng, tỉnh Bình Dương, Việt Nam.

## Địa lý
Xã Định Hiệp có diện tích 60,92 km², dân số năm 2021 là 8.771 người, mật độ dân số đạt 143 người/km².

## Hành chính
Xã Định Hiệp được chia thành 8 ấp: Định Lộc, Hiệp Phước, Định Phước, Đồng Trai, Định Thọ, Hiệp Thọ, Hiệp Lộc, Dáng Hương.

## Lịch sử
Trước đây, Định Hiệp là một xã thuộc huyện Bến Cát cũ.
Ngày 23 tháng 7 năm 1999, Chính phủ ban hành Nghị định 58/1999/NĐ-CP về việc:
- Chuyển xã Định Hiệp thuộc huyện Bến Cát về trực thuộc huyện Dầu Tiếng mới tái lập quản lý
- Điều chỉnh 1.800 ha diện tích tự nhiên và 1.007 nhân khẩu của thị trấn Dầu Tiếng sáp nhập vào xã Định Hiệp
- Thành lập xã Định An trên cơ sở 11.570 ha diện tích tự nhiên và 5.377 nhân khẩu của xã Định Hiệp.

Sau khi điều chỉnh địa giới hành chính xã Định Hiệp có 5.402 ha diện tích tự nhiên và 7.420 nhân khẩu.
Ngày 10 tháng 12 năm 2003, Chính phủ ban hành Nghị định 156/2003/NĐ-CP. Theo đó, thành lập xã Định Thành trên cơ sở điều chỉnh 555 ha diện tích tự nhiên và 1.004 nhân khẩu của xã Định Hiệp.
Sau khi điều chính địa giới hành chính, xã Định Hiệp còn lại 6.092 ha diện tích tự nhiên và 6.592 nhân khẩu.